# Kostivka, Kozelșciîna
Kostivka (în ucraineană Костівка) este un sat în comuna Horișkî din raionul Kozelșciîna, regiunea Poltava, Ucraina.

## Demografie
Componența lingvistică a localității Kostivka
     Ucraineană (94,59%)
     Rusă (3,6%)
     Română (1,8%)
Conform recensământului din 2001, majoritatea populației localității Kostivka era vorbitoare de ucraineană (94,59%), existând în minoritate și vorbitori de rusă (3,6%) și română (1,8%).